# Ostateczni mściciele
Ostateczni mściciele (ang. Ultimate Avengers: The Movie, 2006) – amerykański film animowany w reżyserii Stevena E. Gordona i Curta Geda. Jest to pierwszy film serii Marvel Animated Features.

## Obsada
- Justin Gross – Kapitan Ameryka / Steve Rogers
- Grey DeLisle – Janet Pym / Wasp
- Michael Massee – Bruce Banner
- Olivia d’Abo – Czarna Wdowa / Natalia Romanoff
- Marc Worden – Iron Man / Tony Stark
- Nan McNamara – dr Betty Ross
- Nolan North – Giant Man / Hank Pym
- Andre Ware – Nick Fury
- David Boat – Thor
- Fred Tatasciore – Hulk / różne głosy
- Jim Ward – Herr Kleiser

## Wersja polska
Wersja polska: Studio Lingua

Reżyseria i dialogi: Krzysztof Staroń

Dźwięk: Robert Buczkowski

Udział wzięli:
- Grzegorz Pawlak - Nick Fury / Wielorybnik
- Beata Olga Kowalska - Natalia Romanoff
- Jolanta Jackowska-Czop - Betty Ross
- Masza Bogucka - Wasp
- Jacek Łuczak - Kapitan Ameryka
- Janusz German - Bruce Banner / Hulk
- Jerzy Michalski − Thor